# ومدینگ
شهر ومدینگ (به آلمانی: Wemding) در ایالت بایرن در کشور آلمان واقع شده‌است.